# Jardines Butchart

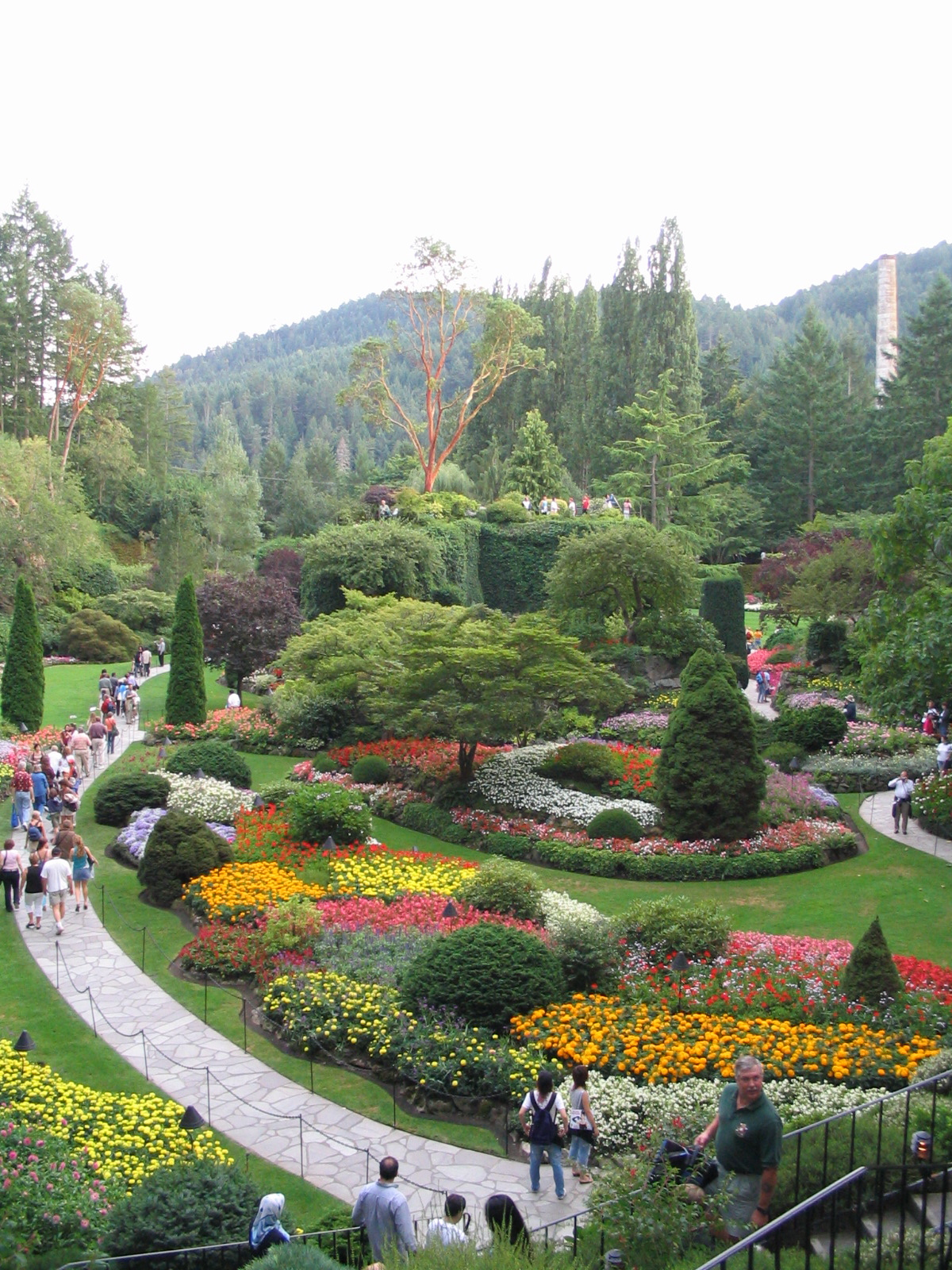
El "Jardín Hundido".

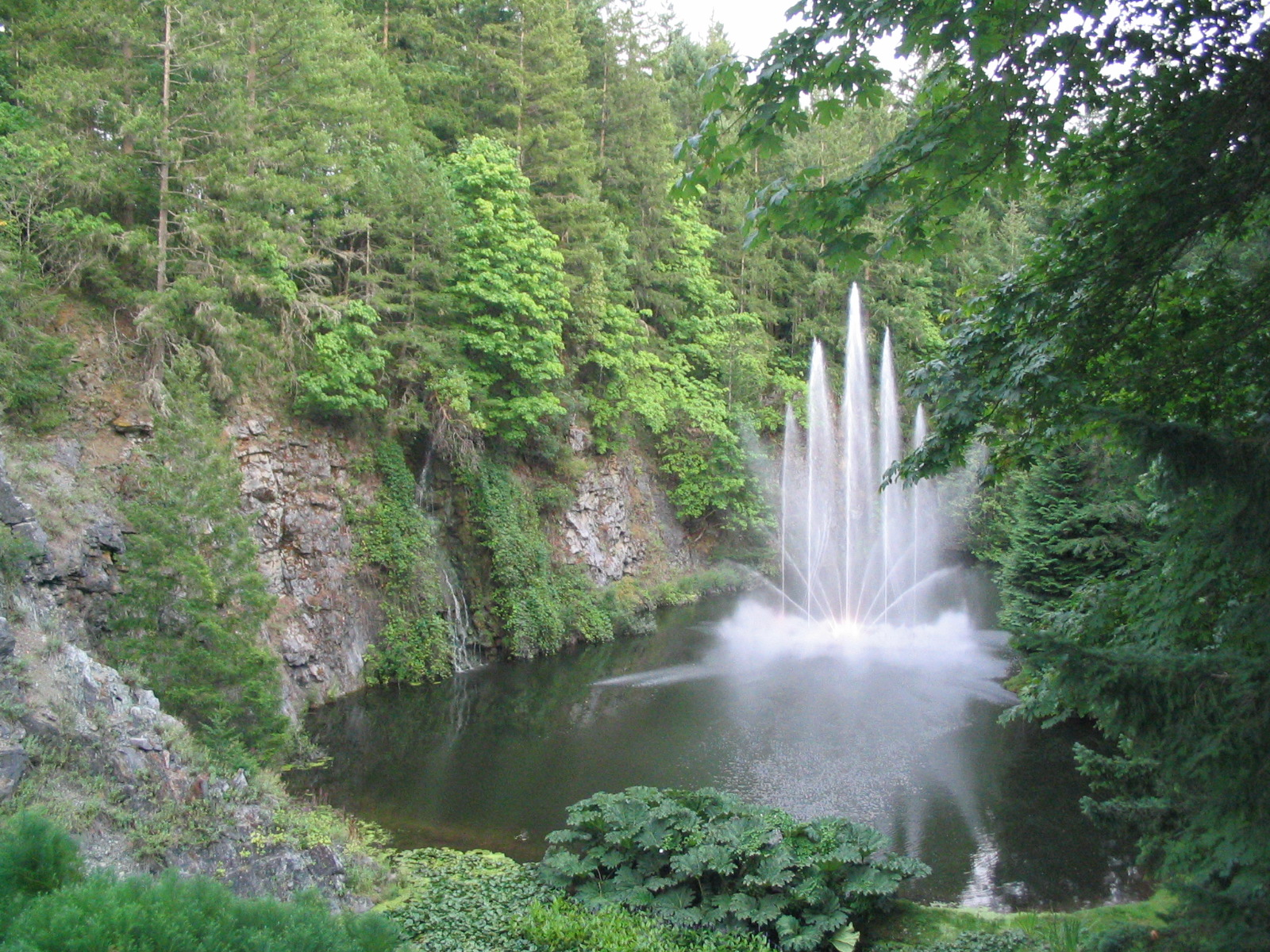
La "Fuente Ross".

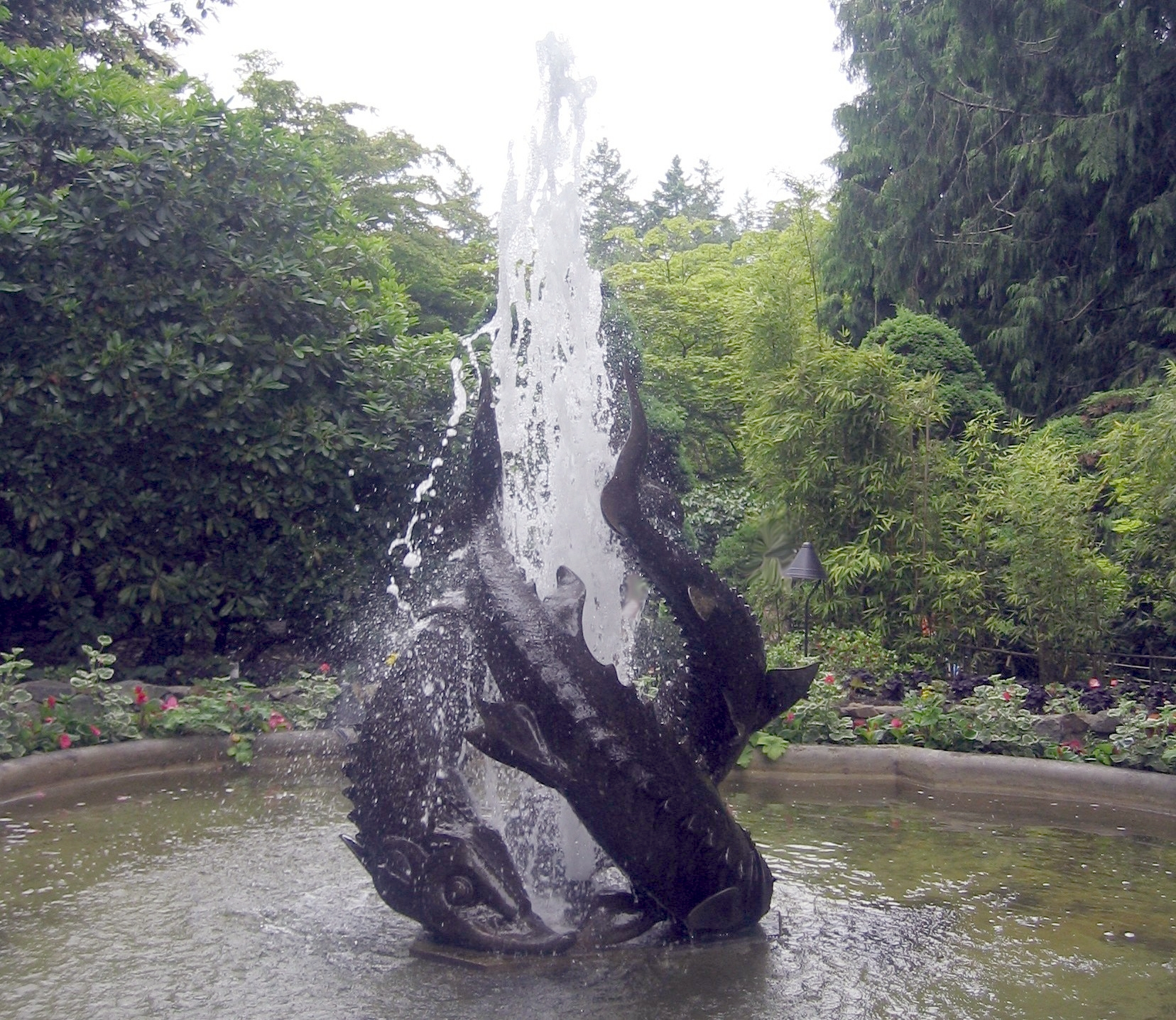
Fuente del Esturión.

Los Jardines Butchart (Butchart Gardens en inglés) se localizan en Brentwood Bay, Columbia Británica, Canadá, pequeño pueblo que forma parte del área conurbada de Victoria en la isla de Vancouver. Fueron creados por Jennie Butchart, quien logró crear un fabuloso y exuberante regalo a la vista, reconocido a nivel mundial tanto por su belleza como por su tamaño. Durante más de un siglo, gente de muchas partes del mundo, que visitan la Isla de Vancouver, se han deleitado con esta paradisíaca obra de la Sra. Butchart.

## Historia
En 1904 el esposo de Jennie Butchart, Robert Butchart, abandonó una cantera de caliza que explotaba para fabricar cemento Portland. Jennie entonces comenzó a embellecerla con sus propias manos hasta crear un exhibición horticultura que es ahora internacionalmente reconocida. En 1905 crea el Jardín Japonés, que aún conserva gran parte de las plantas originales y aún prosperan. Rápidamente fueron adquiriendo una fama que crecía, de tal modo que en los años 1920s ya llegaban a ellos más de 50 000 visitantes de muchas partes. En 1929 crea el Jardín Italiano en lo que fueran sus canchas de tenis, y el Jardín de las Rosas en el lugar de la pequeña huerta que utilizaban para cultivar sus vegetales. Hacia 2004, fue realizada una serie de replantaciones anuales a lo largo de todo el terreno.
Un equipo de 50 jardineros trabaja de tiempo completo en más de un millón de plantas de más de 700 diferentes variedades para asegurar una floración ininterrumpida de marzo a octubre.